# فرناندو رومان ألفاريز
فرناندو رومان ألفاريز (بالإسبانية: Fernando Román Álvarez)‏ (20 أغسطس 1993 بمدريد في إسبانيا - ) هو لاعب كرة قدم إسباني في مركز الدفاع. لعب مع نادي ألكوركون ويونيون أدارفي وAD Alcorcón B ‏.

## وصلات خارجية
- فرناندو رومان ألفاريز على موقع قاعدة بيانات كرة القدم.إي يو (الإنجليزية)
- فرناندو رومان ألفاريز على موقع Soccerway.com (الإنجليزية)
- فرناندو رومان ألفاريز على موقع AS.com (الإسبانية)